# Bestair
Bestair era uma companhia aérea charter com sede em Istambul, Turquia. Era uma companhia aérea charter privada operando serviços domésticos e internacionais. Suas bases principais eram o Aeroporto de Istambul Atatürk e o Aeroporto de Antália.

## História
A companhia aérea foi fundada em 2006 iniciou suas operações em 17 de junho de 2006 pelo Grupo Tunca. A Bestair encerrou as operações em outubro de 2009.

## Destinos
A Bestair operava serviços ligando Istambul e Antália com destinos na Alemanha, Bélgica, Suíça e Reino Unido.

## Frota

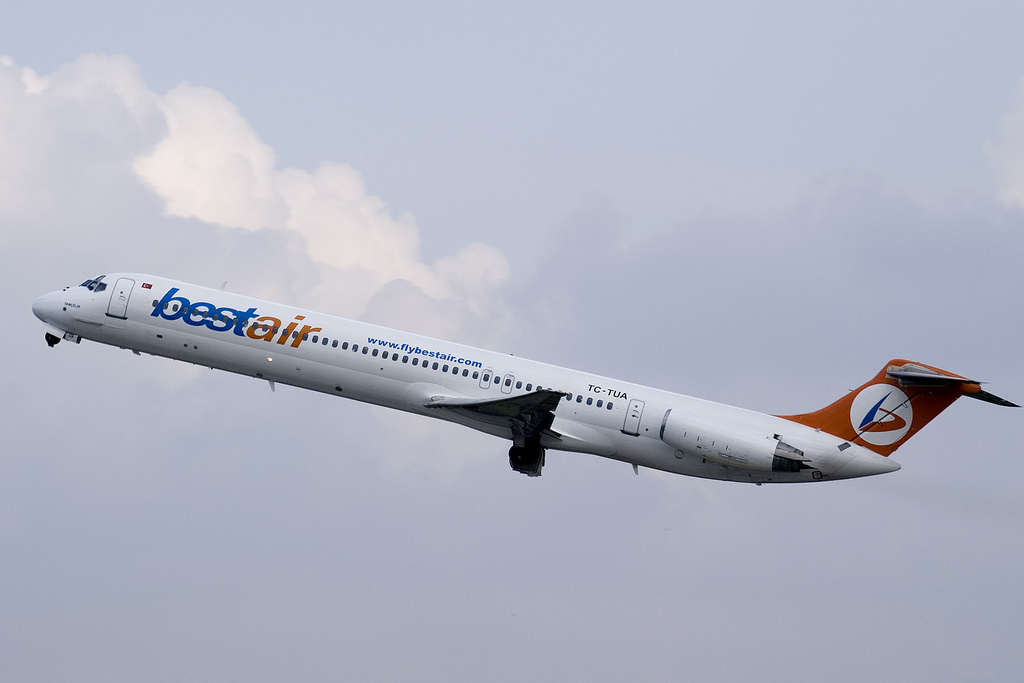
Um McDonnell Douglas MD-82 da Bestair

A frota da Bestair consistia nas seguintes aeronaves (Maio de 2009):
| Aeronaves               | Total | Notas |
| ----------------------- | ----- | ----- |
| Airbus A321-100         | 2     |       |
| McDonnell Douglas MD-82 | 1     |       |
| Total                   | 3     |       |